# Abu Dhabi HSBC Championship
Die Abu Dhabi HSBC Championship ist ein Golfturnier der DP World Tour, das zum ersten Mal im Januar 2006 ausgetragen wurde. Es wird im Abu Dhabi Golf Club bei Sheraton in Abu Dhabi in den Vereinigten Arabischen Emiraten gespielt.
Das Event entstand im Zuge der Ausdehnung der damals noch European Tour genannten Serie nach Asien. Es gehört zum in den arabischen Staaten am Persischen Golf gespielten Desert Swing, das auch die Dubai Desert Classic (gegründet 1989) und die Qatar Masters (gegründet 1998) umfasst. Die Turniere finden nacheinander  bzw. mit kurzer Unterbrechung in der Winterzeit Ende Januar und im Februar statt und folgen traditionell den Turnieren in Südafrika.
Entgegen den meisten in Asien ausgetragenen DP World Tour Events gibt es für das Turnier in Abu Dhabi keine Kooperation mit der Asian Tour. Das Preisgeld für die ersten fünf Ausgaben betrug jeweils zwei Millionen US-Dollar.
Seit 2019 ist es eines der acht Turniere der Rolex Series, das Preisgeld beträgt acht Millionen US-Dollar.

## Siegerliste
| Jahr                             | Sieger                      | Nationalität                | Ergebnis                    | Vorsprung                   |
| Abu Dhabi HSBC Championship      | Abu Dhabi HSBC Championship | Abu Dhabi HSBC Championship | Abu Dhabi HSBC Championship | Abu Dhabi HSBC Championship |
| -------------------------------- | --------------------------- | --------------------------- | --------------------------- | --------------------------- |
| 2024                             | Paul Waring                 | England                     | 264 (−24)                   | 2 Schläge                   |
| 2023                             | Victor Perez                | Frankreich                  | 270 (−18)                   | 1 Schlag                    |
| 2022                             | Thomas Pieters              | Belgien                     | 278 (−10)                   | 1 Schlag                    |
| 2021                             | Tyrrell Hatton              | England                     | 270 (−18)                   | 4 Schläge                   |
| 2020                             | Lee Westwood                | England                     | 269 (−19)                   | 2 Schläge                   |
| 2019                             | Shane Lowry                 | Irland                      | 270 (−18)                   | 1 Schlag                    |
| 2018                             | Tommy Fleetwood (2)         | England                     | 266 (−22)                   | 2 Schläge                   |
| Abu Dhabi HSBC Golf Championship |                             |                             |                             |                             |
| 2017                             | Tommy Fleetwood             | England                     | 271 (−17)                   | 1 Schlag                    |
| 2016                             | Rickie Fowler               | Vereinigte Staaten          | 272 (−16)                   | 1 Schlag                    |
| 2015                             | Gary Stal                   | Frankreich                  | 269 (−19)                   | 1 Schlag                    |
| 2014                             | Pablo Larrazábal            | Spanien                     | 274 (−14)                   | 1 Schlag                    |
| 2013                             | Jamie Donaldson             | Wales                       | 274 (−14)                   | 1 Schlag                    |
| 2012                             | Robert Rock                 | England                     | 275 (−13)                   | 1 Schlag                    |
| 2011                             | Martin Kaymer (3)           | Deutschland                 | 264 (−24)                   | 8 Schläge                   |
| Abu Dhabi Golf Championship      |                             |                             |                             |                             |
| 2010                             | Martin Kaymer (2)           | Deutschland                 | 267 (−21)                   | 1 Schlag                    |
| 2009                             | Paul Casey (2)              | England                     | 267 (−21)                   | 1 Schlag                    |
| 2008                             | Martin Kaymer (1)           | Deutschland                 | 273 (−15)                   | 4 Schläge                   |
| 2007                             | Paul Casey (1)              | England                     | 271 (−17)                   | 1 Schlag                    |
| 2006                             | Chris DiMarco               | Vereinigte Staaten          | 268 (−20)                   | 1 Schlag                    |